# Grafschaft (Zwitserland)
Grafschaft is een gemeente in het Zwitserse kanton Wallis, en maakt deel uit van het district Goms. Grafschaft telt 183 inwoners. De gemeente bestaat uit de dorpen Biel en Selkingen.

## Geschiedenis
De gemeente is op 1 oktober 2000 ontstaan door de fusie van de toenmalige zelfstandige gemeenten Biel, Ritzingen en Selkingen

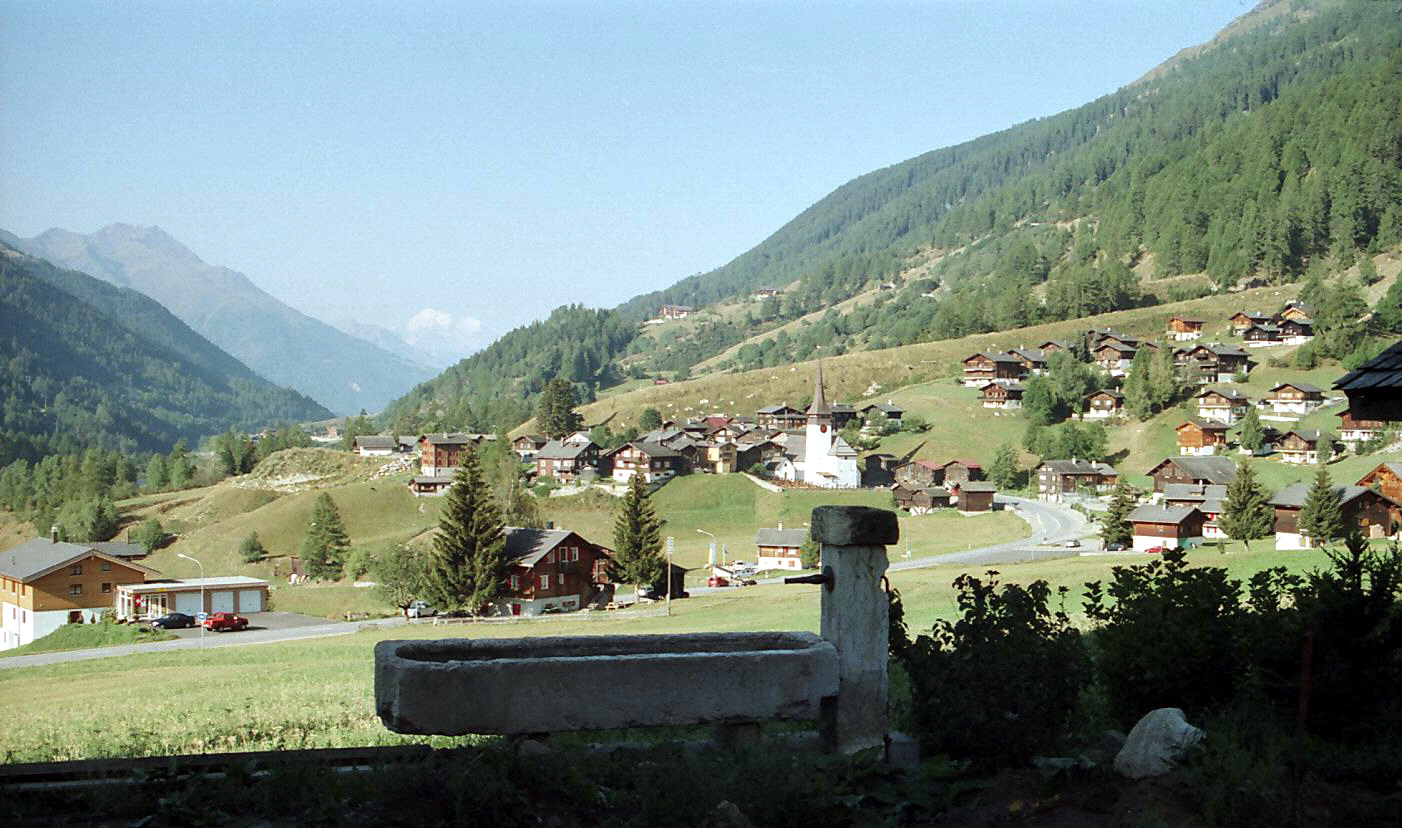
Gezicht op het dorp Biel

## Verkeer en vervoer

### Wegverkeer
De Hauptstrasse 19 loopt door de gemeente.

### Spoorwegen
De gemeente heeft een station, station Biel aan de spoorlijn Brig - Disentis.
Glacier Express